# Aimo Koivunen
Aimo Allan Koivunen (Alastaro, 17 ottobre 1917 – Jyväskylä, 12 agosto 1989) è stato un militare finlandese che ha prestato servizio durante la seconda guerra mondiale. Si tratta del primo caso documentato di overdose da metanfetamina durante il combattimento.

## Biografia
Come parte dell'esercito finlandese, Koivunen prese parte alla guerra d'inverno nei ranghi del 13º Reggimento di Fanteria. Durante la guerra di continuazione prestò invece servizio dapprima nel 35º Reggimento di Fanteria, e successivamente fu arruolato come caporale nella 4ª Compagnia del 4º Battaglione Distaccato (Erillinen Pataljoona 4 in finlandese), un'unità speciale dedicata alla ricognizione a lungo raggio e al sabotaggio.
Il 16 marzo 1944 la sua unità, al comando del capitano Ilmari Honkanen, si mosse dietro la linea del fronte per controllare le informazioni dell'intelligence riguardanti la costruzione di un aeroporto sovietico nella regione di Kandalaksha. Koivunen era stato incaricato di trasportare la confezione con 30 capsule di Pervitin, fornito dalla Germania alle truppe finlandesi, riservate a tutta la sua squadra. Il 18 marzo la sua pattuglia si imbatté in unità sovietiche e fu attaccata, perciò i finlandesi iniziarono a ripiegare. Dei nove soldati della pattuglia, sette riuscirono a fare ritorno alla base, uno venne catturato dai russi, mentre Koivunen venne dato per disperso.
Stanco dopo una lunga fuga in solitaria, il caporale Koivunen tirò fuori il pacchetto di Pervitin e per errore, complici forse il buio, l'eccitazione e la stanchezza, ingoiò tutte e 30 le compresse, nonostante secondo le istruzioni dello stato maggiore finlandese fosse espressamente vietato assumerne più di 6 al giorno, a prescindere da quanto estrema o pericolosa fosse la situazione.
Ebbe una breve scarica di energia, ma quasi subito entrò in uno stato di delirio e perse conoscenza. Si svegliò la mattina dopo, avendo perso tutti i rifornimenti e distante oltre 100 km dal luogo dello scontro. Nei giorni seguenti cercò di ritrovare i suoi commilitoni, ma a causa dell'overdose fu colpito da numerose allucinazioni. Per due settimane Koivunen vagò per la foresta, dormendo sotto la neve, nutrendosi soltanto di gemme di pino e di una ghiandaia siberiana che aveva catturato e mangiato cruda. Cercando di entrare in una capanna abbandonata dai tedeschi fu ferito da una mina antiuomo e fu costretto a strappare pezzi di stoffa dalla divisa per fasciarsi la gamba, rimanendo sdraiato in un fosso per una settimana in attesa di aiuto.
Dopo aver vagato per più di 400 km fu trovato quando un aereo tedesco, sorvolando la zona, vide l'edificio bruciato e Aimo, sventolando il cappello sulla racchetta da sci, si fece notare. I tedeschi lo raggiunsero e lo ricoverarono in un ospedale di Salla il 1º aprile 1944. I medici notarono che la sua frequenza cardiaca era di quasi 200 battiti al minuto, il triplo del battito cardiaco umano medio, e il suo peso corporeo non superava i 43 kg.
Dopo la guerra Koivunen fu dichiarato disabile (perse le dita dei piedi a causa del congelamento) e il Pervitin fu vietato in tutto il paese. Nonostante tutto sopravvisse e morì pacificamente all'età di 71 anni, lasciando la moglie Elsa e il figlio Mika (nato nel 1966).